# Іглиця мала
Іглиця мала (Syngnathus rostellatus) — вид морських іглиць, що мешкає в північно-східній Атлантиці: Берген, Норвегія, також від південної частини Британських островів до Біскайської затоки. Морська \ солонуватоводна демерсальна яйцеживородна риба, що сягає 10.0 см довжиною. Зустрічається на глибинах 1-15 м серед заростях макрофітів.